# Museu Jorge Rando
O Museu Jorge Rando é o primeiro museu expressionista em Espanha. Dedicado ao pintor Jorge Rando, este expõe as suas obras e também as de artistas nacionais e internacionais ligados a este movimento artístico. Foi inaugurado oficialmente, no dia 28 de maio de 2014.

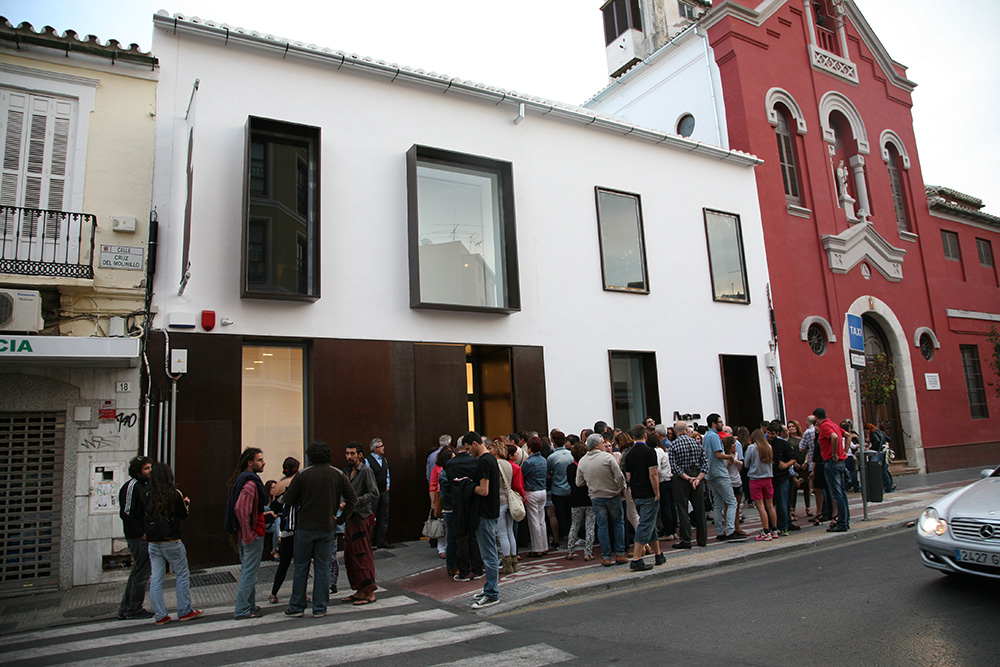
Fachada del Museum Jorge Rando.

## O Museu
A sua missão centra-se, em primeiro lugar, no estudo e difusão do trabalho de Jorge Rando, como também na investigaçao da poética expressionista, um movimento que tem sido uma das contribuições mais férteis da cultura ocidental contemporânea, no amplo sentido do significado, desde as décadas finais do século XIX até à atualidade. Entre as suas prioridades está o estudo da representação das diferentes facetas artísticas como a pintura, a escultura, a arquitetura, a filosofia, a literatura, o cinema e a música.

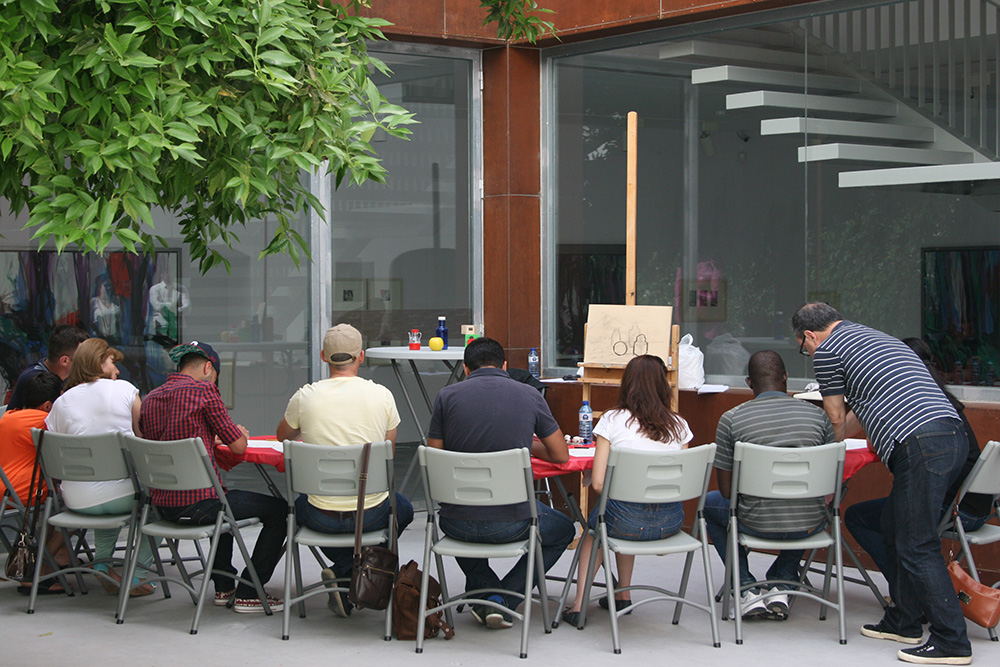
Inclusión social a través del Arte con CEAR.

Um museu que é reflexão do trabalho de Jorge Rando, originando assim, uma filosofia cultural homóloga aos seus pensamentos. Sob o lema “portas sempre abertas… para que as pessoas entrem e o museu saia”, converteu-se num museu que entende a Arte numa perspetiva espiritual e humanitária. 

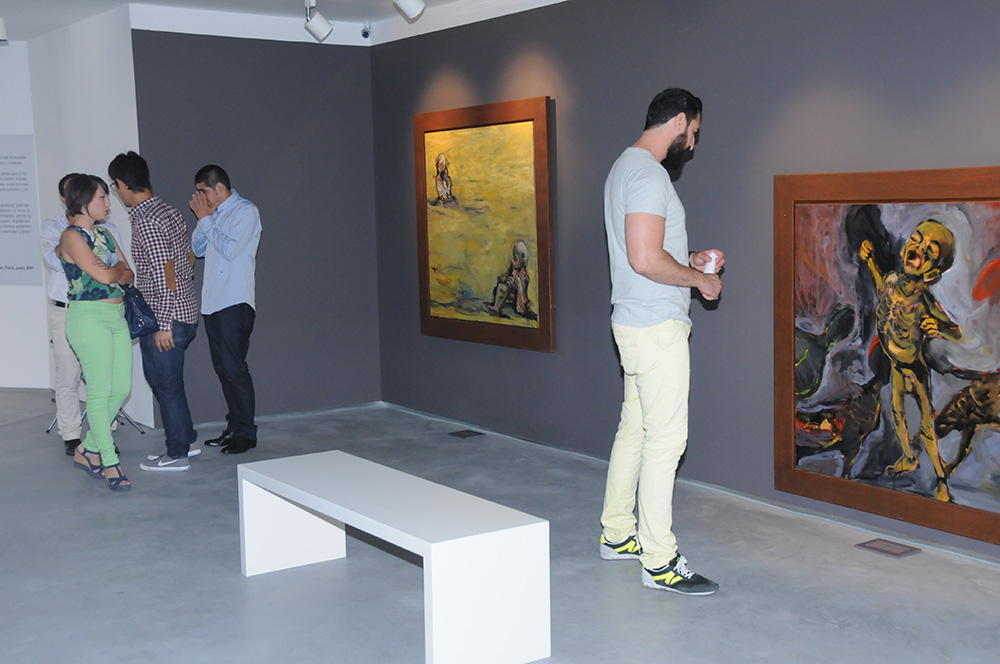
Sala 4 del Museum Jorge Rando.

A entrada, a visita guiada e a assistência aos eventos é gratuita.

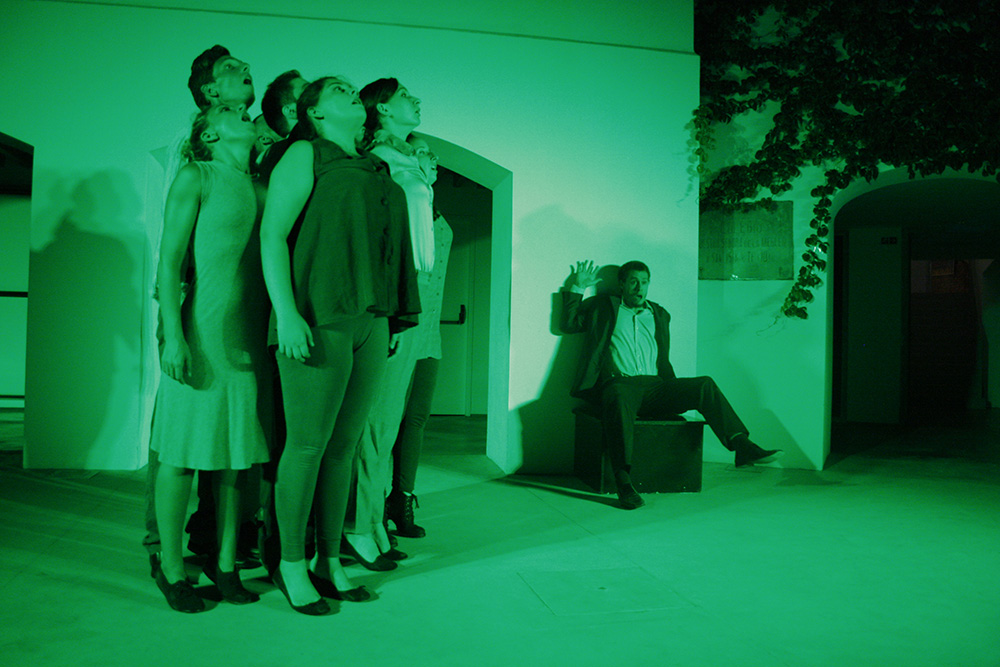
Imagen de la obra 'Personne', evento de 'El Gabinet' (ciclo de literatura).

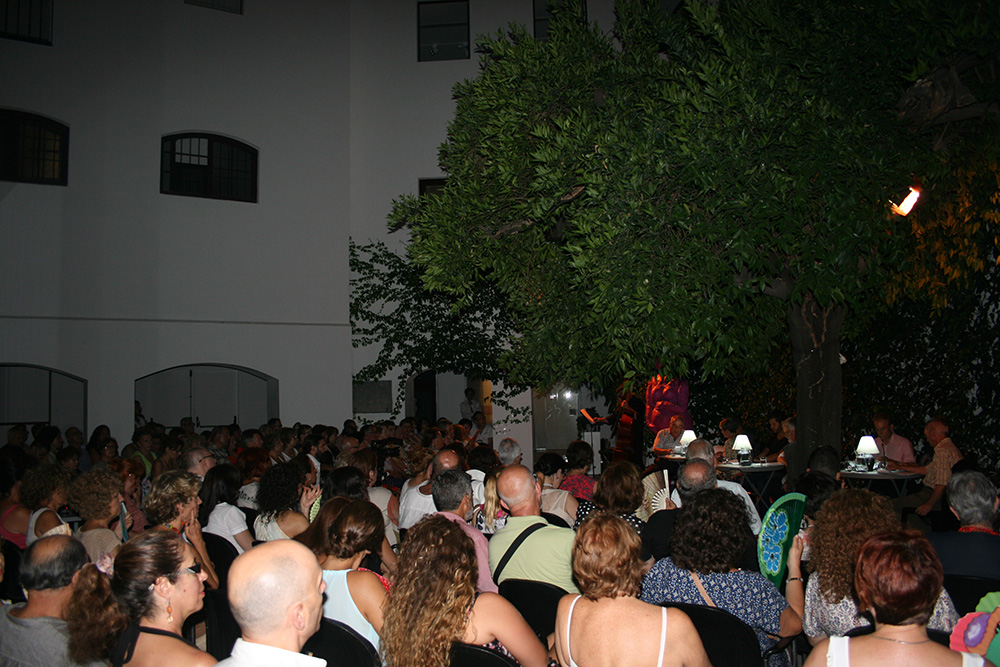
'Versos y canciones para las noches de estío', del ciclo de poesía.

## Exposições

### Trabalho de Jorge Rando
As salas acolhem o seu trabalho com um discurso expositivo em movimento contínuo, no qual os diferentes ciclos temáticos do artista se mudam para acompanhar o trabalho de outras pessoas.

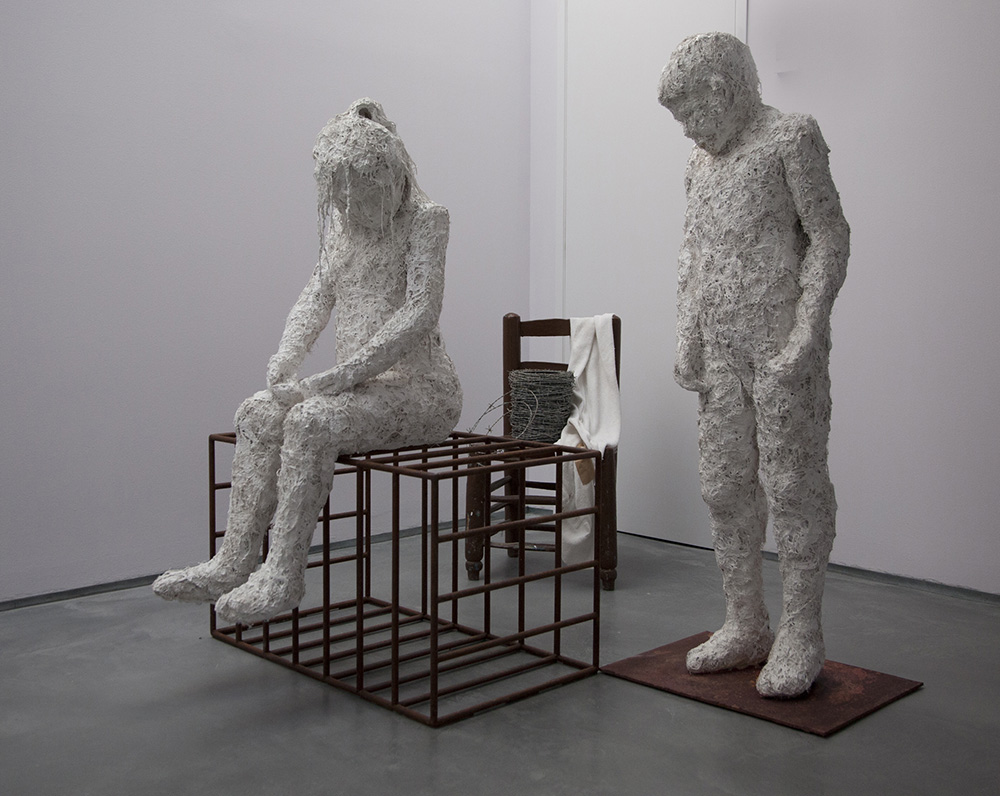
Esculturas de 'Niños' perteneciente al ciclo 'Prostitución'.

### As temporais (Las temporales)
As exposições temporais acolhem artistas nacionais e internacionais ligados ao expressionismo e neoexpressionismo. No seu primeiro ano, o museu recebeu uma amostra de desenhos da artista Käthe Kollwitz  e no dia 14 de dezembro de 2015 inaugurou-se a primeira exposição magna do escultor Ernst Barlach em Espanha.

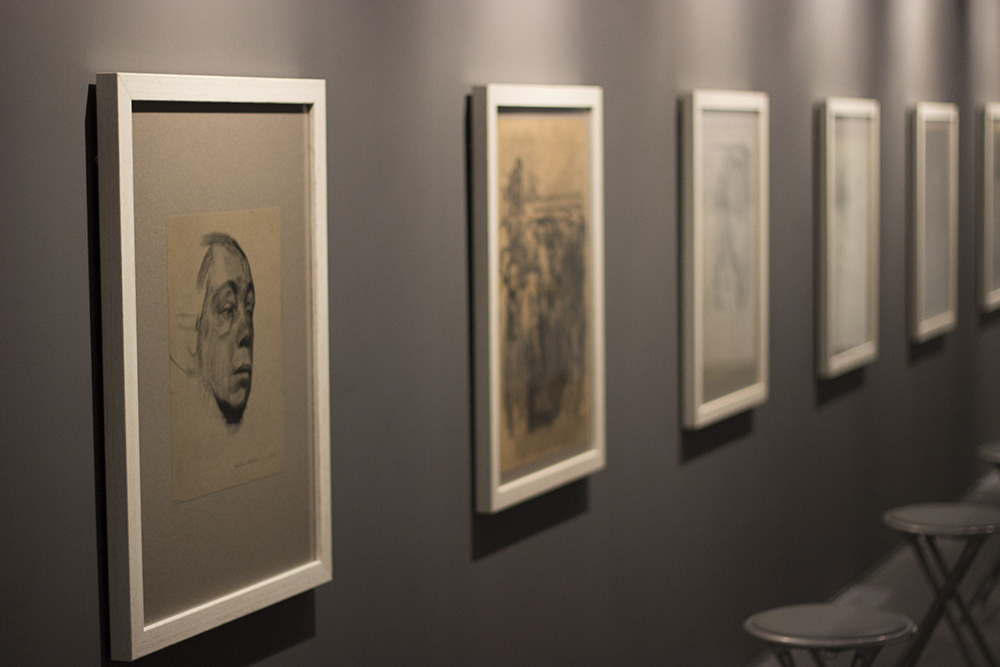
Exposición temporal sobra la obra de Käthe Kollwitz.

## A Sala de Estar da Arte
O museu quer ser a sala de estar da arte.
Durante todo o ano, apresenta representações das diferentes disciplinas artísticas. “El color del sonido” é o ciclo dedicado à música; Luzes iluminam o fórum cinema com apresentações e colóquios; “El Gabinet”, o ciclo dedicado à literatura, teatro e narrativa; “Arte”, o ciclo dedicado aos colóquios, apresentações sobre arte, encontros artísticos e o que se está a passar no ciclo dedicado a debater sobre temas da atualidade, coordenado pela Cátedra UNESCO de Comunicação, da Universidade de Málaga.

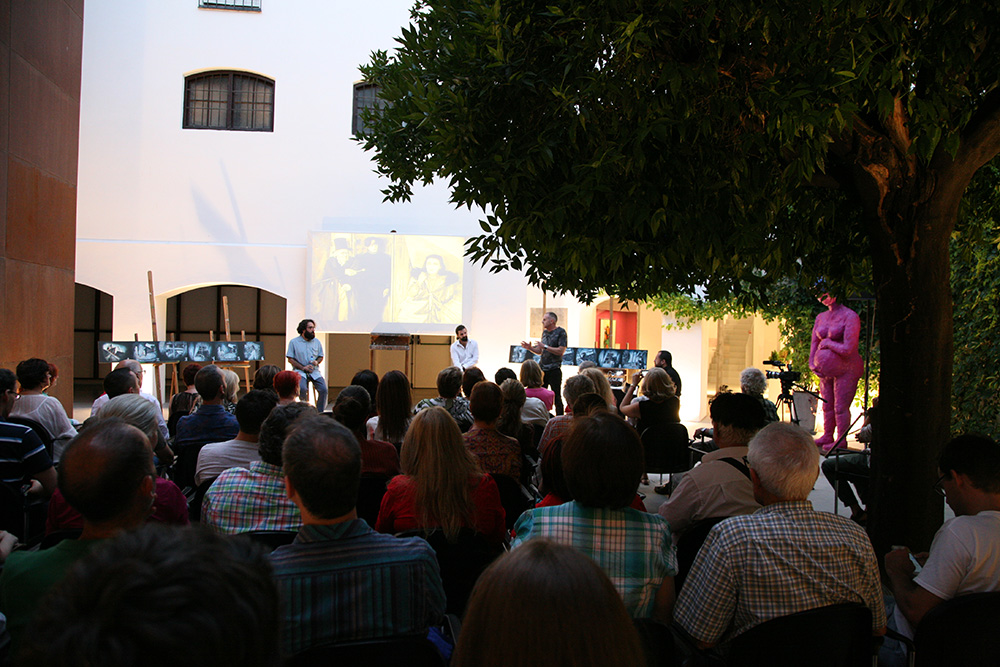
Imagen del ciclo de cine titulado 'Luces y sombras'.

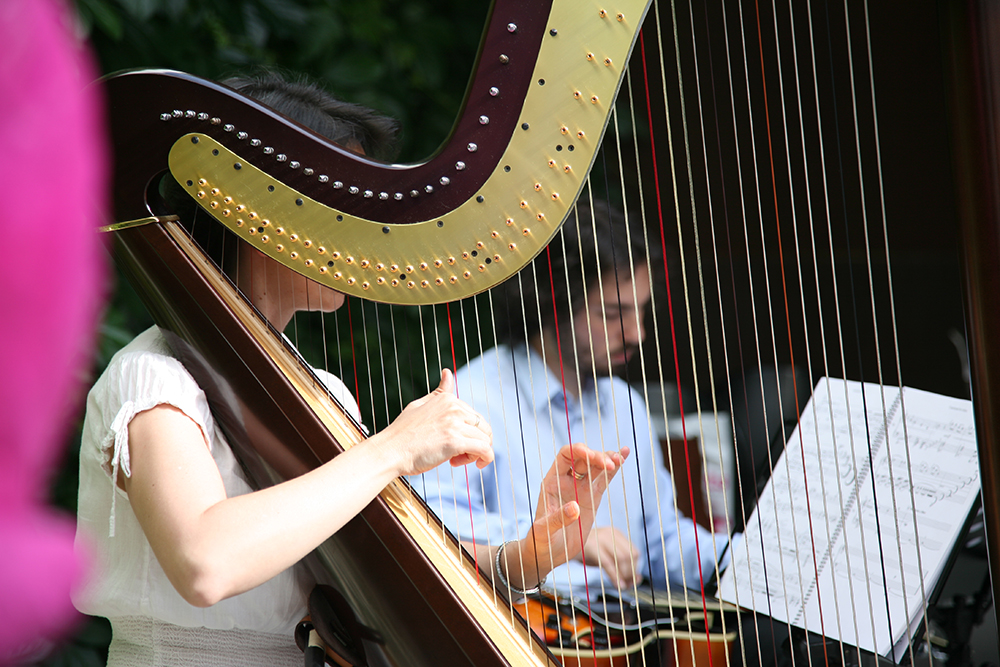
Evento del ciclo de música 'El color del sonido'.

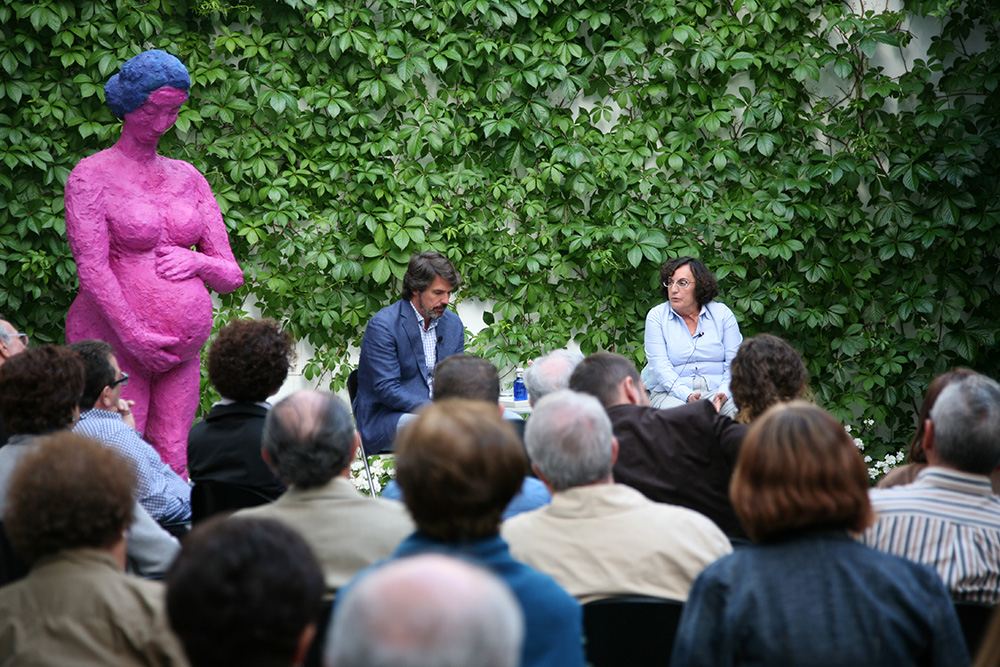
'Lo que está pasando' ciclo de debates de actualidad.

## Visitas e educação
O museu oferece visitas guiadas nas quais nao é necessário nem reservas nem número mínimo de pessoas. São palestras oferecidas por historiadores de arte onde nao existem guiões, mas onde se pretende uma troca de impressões em relação aos pedidos e necessidades do visitante, convertendo cada visita num descobrimento e enriquecimento mútuo.

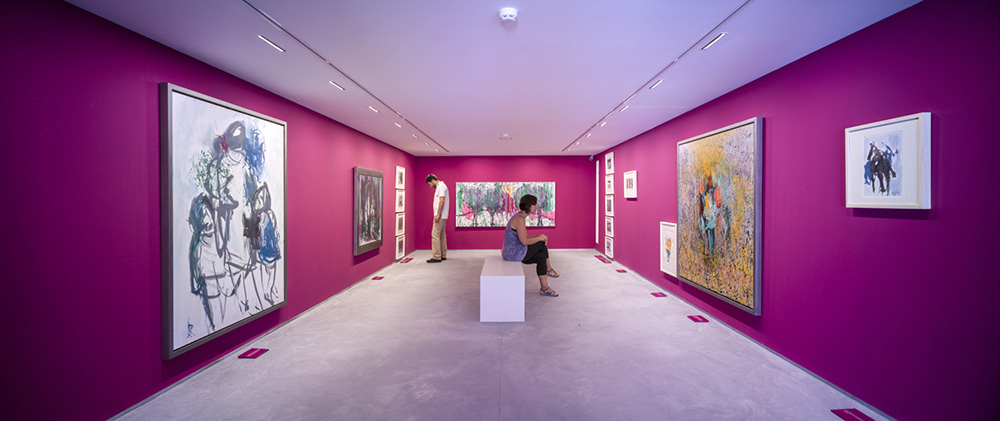
Sala 3 del Museum Jorge Rando.

Também se realizam visitas personalizadas a grupos ou grupos com necessidades especiais e um programa educativo onde se mostra o expressionismo, o neoexpressionismo e uma visão geral da arte contemporânea aos estudantes, através das visitas guiadas, workshops artísticos (atelier e mesas de debate.

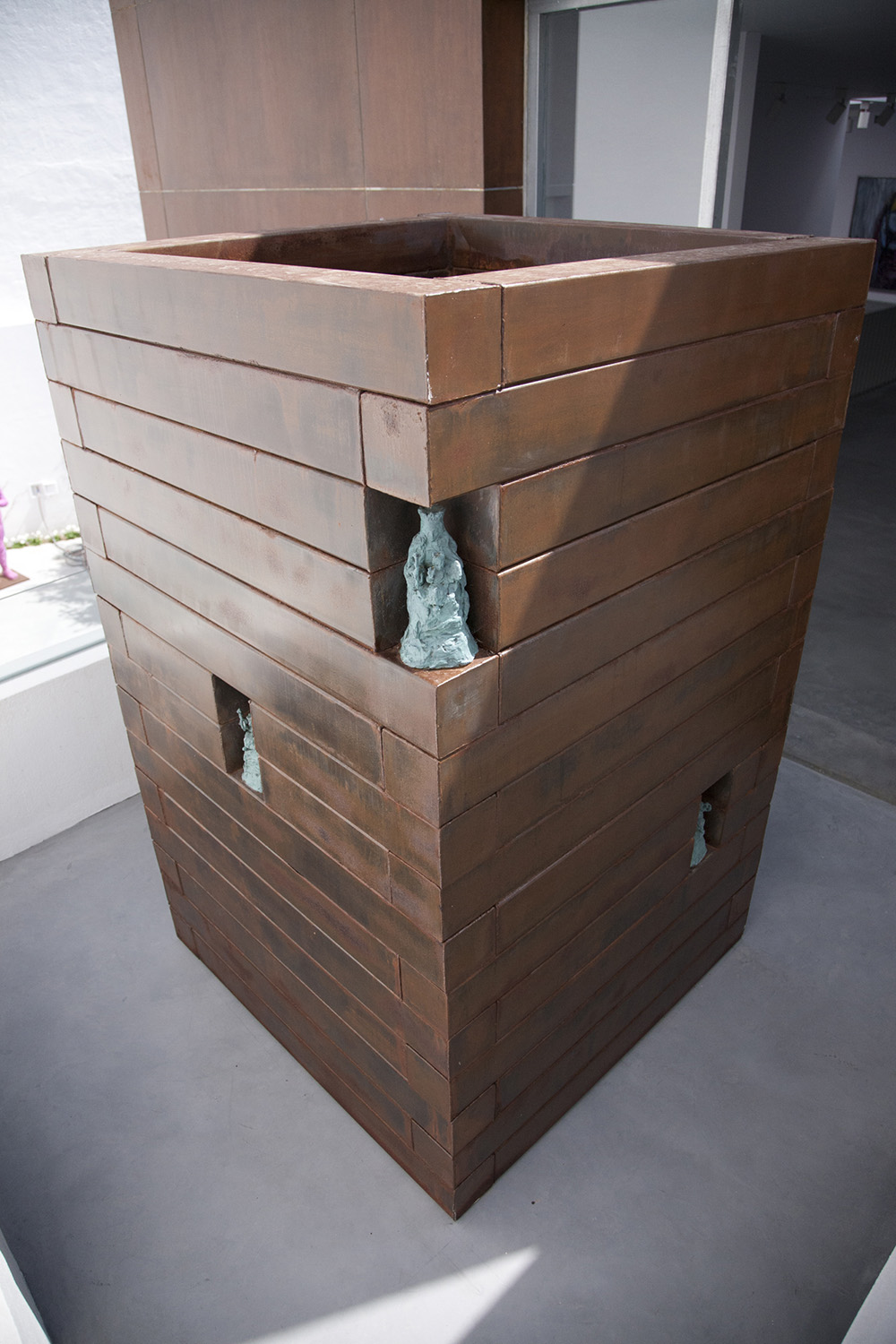
Escultura con seis capillas en honor a la Virgen de la Victoria.

## Edíficio
O Museu Jorge Rando encontra-se anexado no "Monasterio de las Mercedarias", na Rua Cruz dell Molinillo de Málaga. 
O edíficio foi construído segundo o design do arquiteto D. Manuel Rivera Valentín (1878) e é considerado um edíficio emblemático de interesse artístico preferencial. 
Destaca-se a existência de uma tangerineira no pátio, plantada pelo fundador(a) do convento há mais de 140 anos.
As obras de adaptação do mosteiro ao museu, foram começadas pelo Concelho de Málaga, em 2011, e finalizadas na primavera de 2014. A dureza da arte expressionista não podia encontrar melhor localização que esta.

## Instalações
O museu combinou na sua construção os antigos tijolos do claustro com as novas instalações de betão e aço patinável. Uma sinergia que mistura a espiritualidade e sossego do mosteiro com a dureza da Arte Expressionista.
Conta com quatro salas de exposições com iluminação natural, um dos elementos significativos da sua construção. 
Conta também com outros espaços como, a bibilioteca, o pátio e o atelier, espaço dedicado à criação pictórica. Um grupo de artistas utilizam-no de forma continuada convertendo-o assim, num lugar para o encontro e diálogo entre artistas, historiadores e visitantes permitindo uma junção de opiniões e um debate sobre a arte e a cultura.

## Gestão
A gestão, administração e todas as atividades do museu, tais como, exposições, ciclos de conferências relacionadas com a arte e a estética do expressionismo, workshops e seminários, entre outros, estão a cargo da Fundação Jorge Rando.

## Outras imagens do Museu Jorge Rando

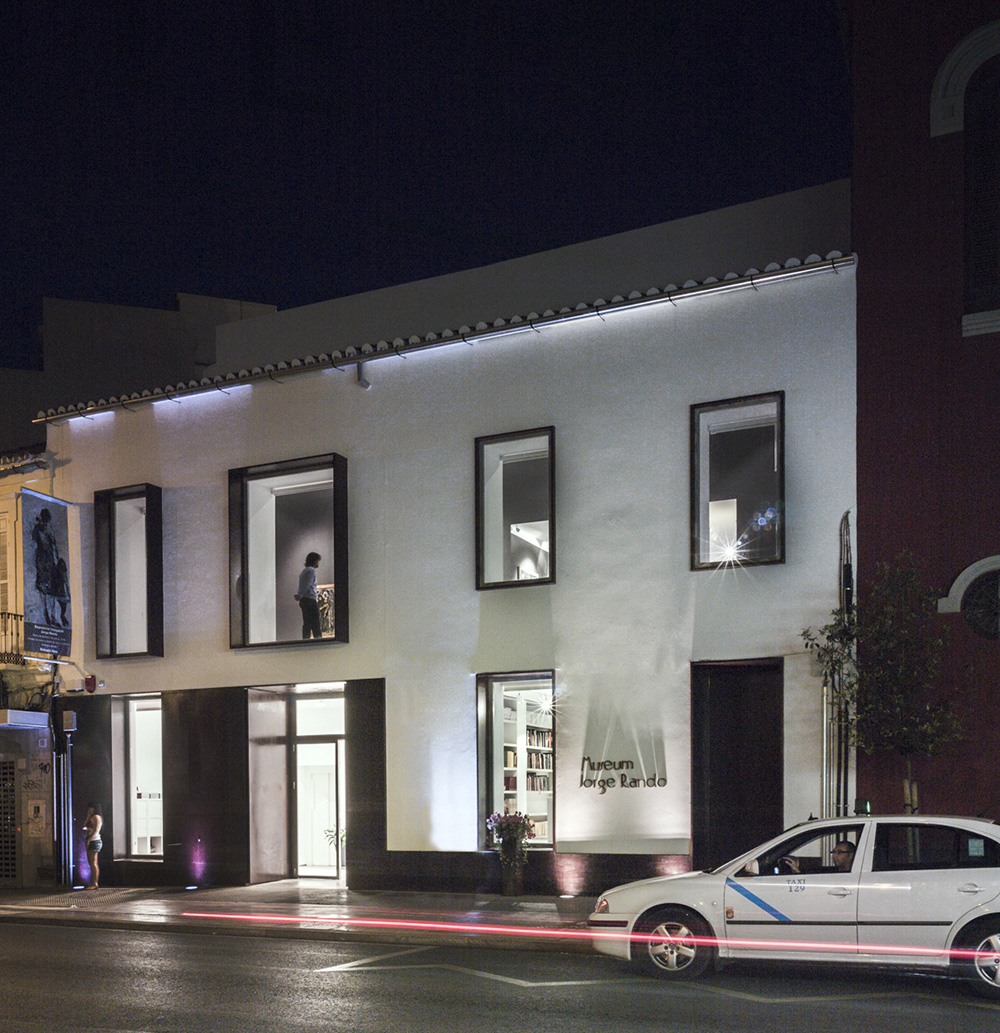
Foto noturna da fachada do Museu Jorge Rando.
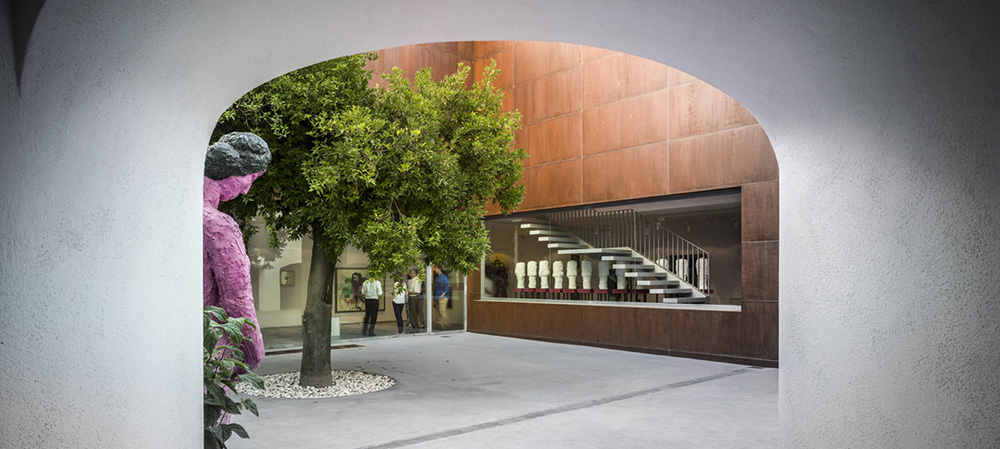
Imageo do pátio interior presidido por uma tangerineira centenária.
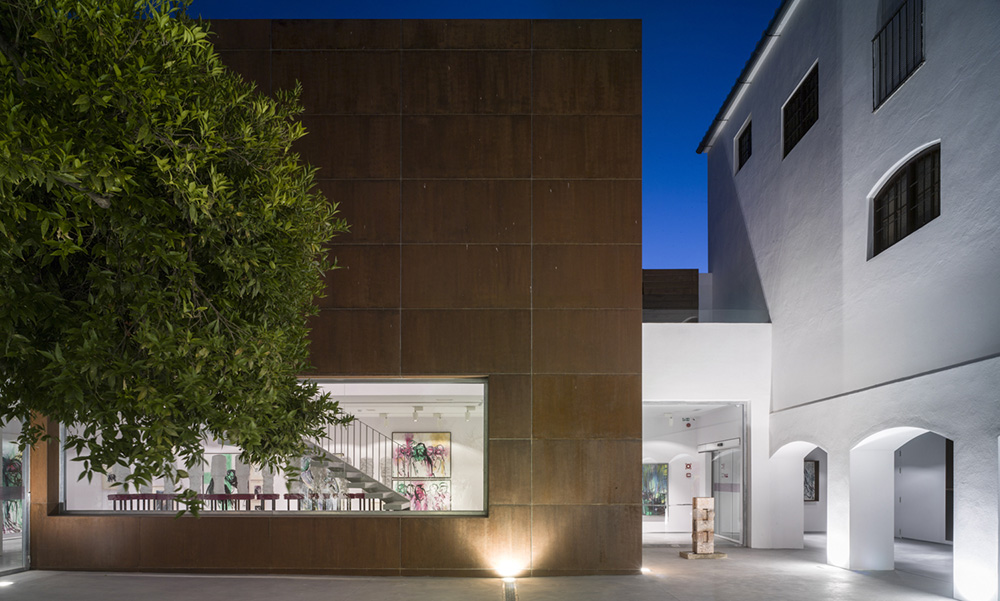
Vista noturna do pátio do Museu Jorge Rando.
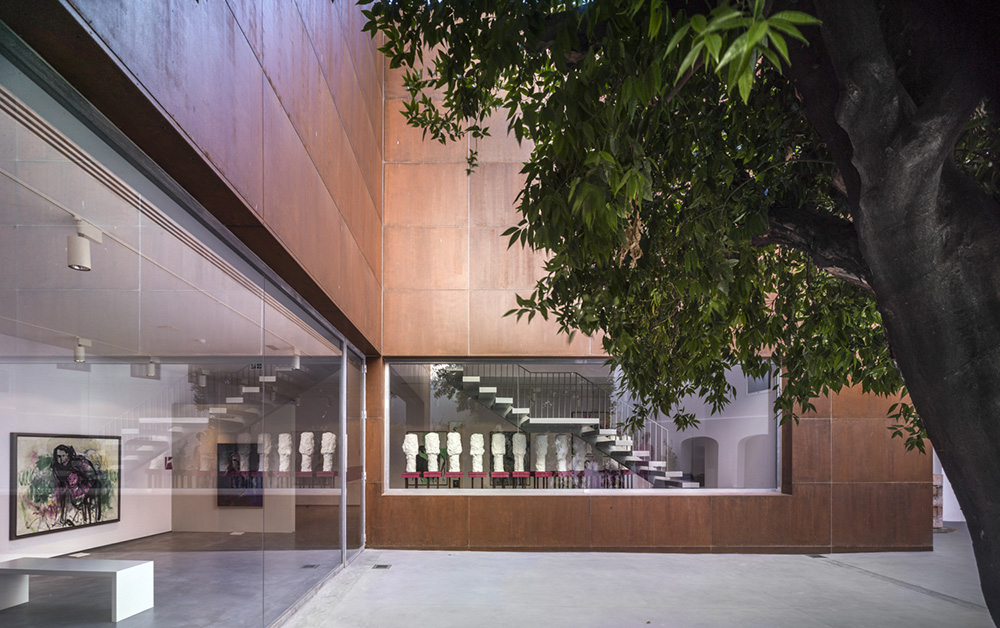
Vista exterior da Sala 2 do Museu Jorge Rando.
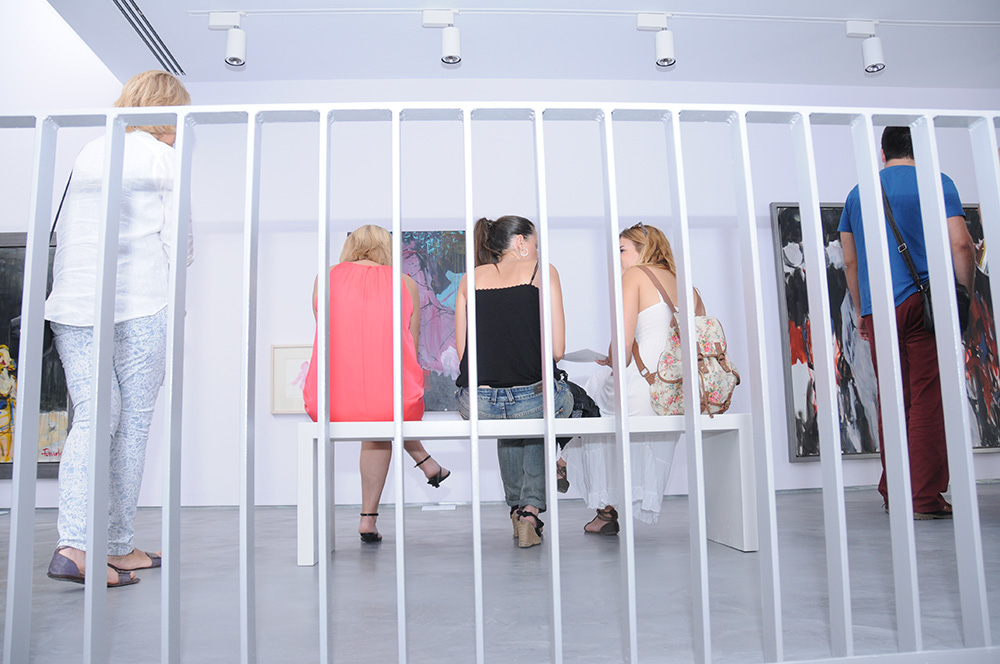
Imagem da sala 1 do Museu Jorge Rando.
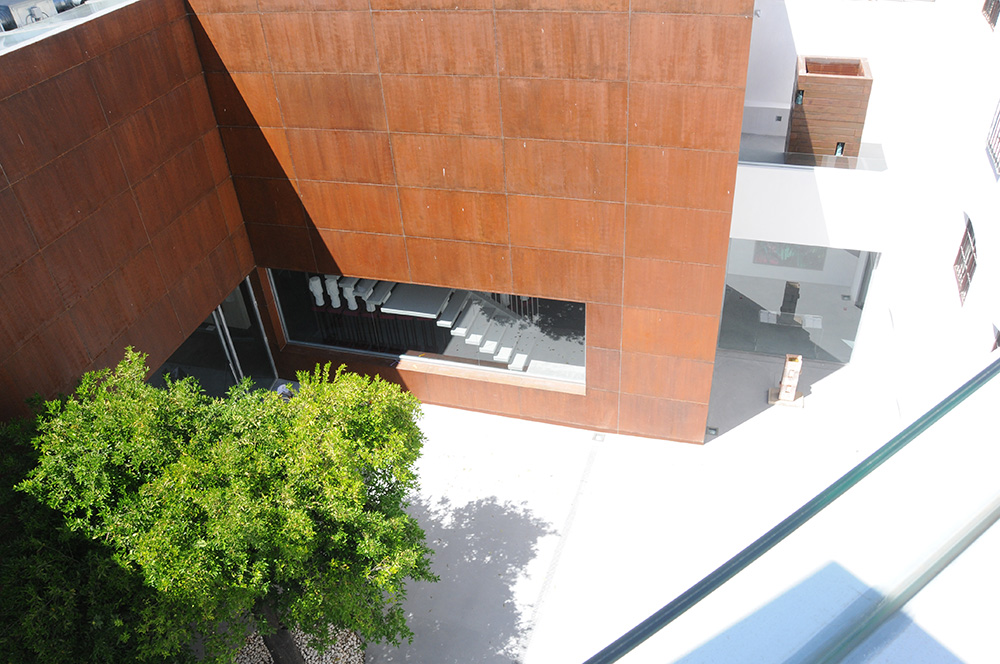
Vista área do pátio do Museu Jorge Rando.
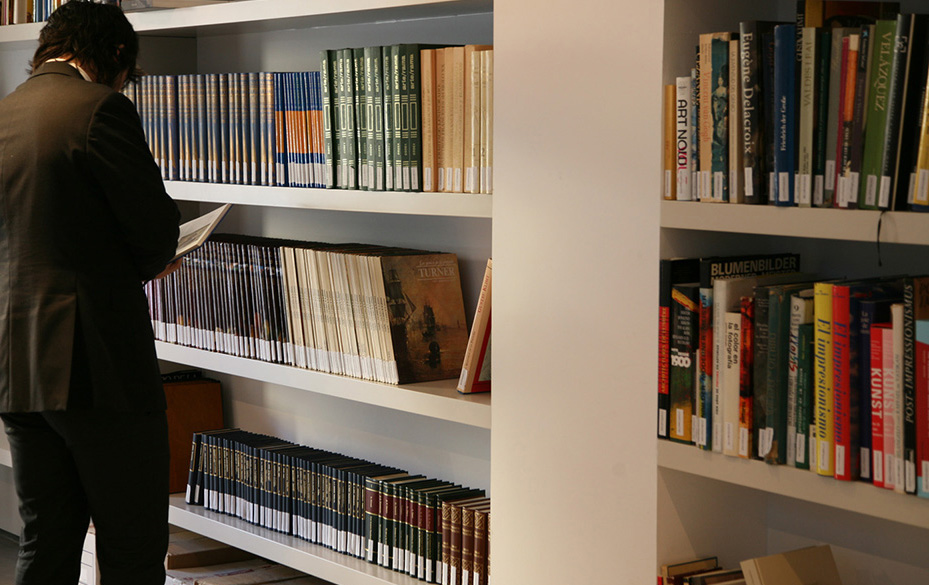
Biblioteca dedicada ao expresionismo e neoexpresionismo.
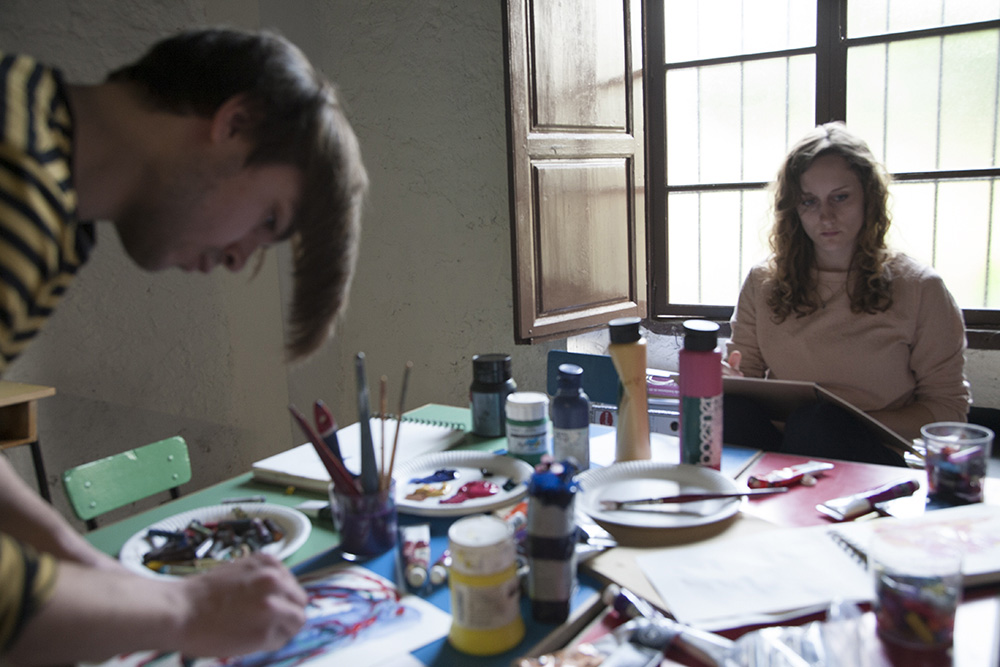
Imagem de 'El Atelier' do Museu Jorge Rando.